# Cecil Healy
Cecil Patrick Healy (Darlinghurst, 28 novembre 1881 – Somme, 29 agosto 1918) è stato un nuotatore australiano.
Partecipò alle gare di nuoto dei Giochi olimpici intermedi di Atene del 1906 e vinse una medaglia di bronzo nei 100m stile libero.
Sei anni dopo, durante i Giochi della V Olimpiade vinse una medaglia d'oro nella staffetta 4x200m con la squadra australiana e una d'argento nella gara dei 100m stile libero.
Morì durante la prima guerra mondiale, nella battaglia della Somme.

## Biografia
Figlio di un barista, Healy nacque a Darlinghurst, una cittadina del sobborgo di Sydney, ma si trasferì con la sua famiglia nel paese di Bowral, dove frequentò le elementari. Si trasferì a Sydney nel 1896, entrando nella East Sydney Swimming Club, della quale anche Fred Lane era un membro. Healy era anche un membro del North Steyne Surf Lifesaving Club.
Nel 1904, Healy stabilì il miglior tempo assoluto nelle 100 iarde stile libero, fermando il cronometro a 58s, ma a quel tempo non esisteva ancora il concetto di record mondiale. Nel 1905, il suo tempo di 58s nelle 110 iarde stile libero nei Campionati Australiani gli fece guadagnare il suo primo titolo nazionale. Fu uno dei primi nuotatori che praticò il crawl, giudicato negativamente dai "classicisti", che lo vedevano poco elegante.
Nel 1906, Healy partecipò ai giochi olimpici intermedi, e fu uno di soli cinque atleti a cui vennero concessi i fondi necessari per poter partecipare. Ai giochi di Atene, Healy arrivò terzo nei 100m stile libero, dietro lo statunitense Charlie Daniels e all'ungherese Zoltán Halmay. Halmay e Daniels erano anche i medegliati, rispettivamente, d'oro e d'argento, dei giochi della III Olimpiade.
Dopo le Olimpiadi, Healy girò per l'Europa, mostrando a molti europei, per la prima volta, lo stile crawl; gareggiò in Belgio, Paesi Bassi, Gran Bretagna e in Germania, ad Amburgo, dove vinse la Kaiser's Cup. Vinse il campionato britannico di nuoto nelle 220 iarde, venendo sconfitto nella gara delle 100 iarde da Daniels.
Ritornato in Australia, Healy non partecipò ai campionati nazionali. Nel 1908 vinse la gara delle 110 iarde stile libero, ma non partecipò ai giochi della IV Olimpiade per mancanza di fondi. Nel 1909 e nel 1910, difese il suo titolo nei campionati australiani. Nel 1911, Healy inflisse la prima sconfitta a Frank Beaurepaire, battendolo nella gara delle 440 iarde. Comunque, quell'anno, Harold Hardwick rivendicò il titolo delle 110 iarde di Healy.
Nel 1912, Healy fu terzo nelle gare di 110 iarde, nelle 220 iarde e nelle 880 iarde nei campionati nazionali, entrando a far parte del team australasiano ai Giochi della V Olimpiade; in quel momento, l'Australia gareggiava insieme alla Nuova Zelanda.
A Stoccolma, Healy partecipò alla gara dei 100m stile libero con Bill Longworth e lo statunitense Duke Kahanamoku. Tutti e tre si qualificarono per la semifinale, con Kahanamoku nettamente più veloce degli altri. Healy e Longworth si qualificarono alla finale nella prima semifinale, ma i tre statunitensi, che erano stati selezionati per gareggiare nella seconda semifinale, non lo fecero, per un errore del loro commissario tecnico. Comunque, Healy intervenne e chiese di permettere agli americani di nuotare una gara di qualificazione separata per gareggiare in finale. Nonostante la protesta delle altre delegazioni gli statunitensi disputarono la speciale qualifica e Kahanamoku si qualificò per la finale. Nella finale, Kahanamoku vinse facilmente, con un distacco di 1.2s, davanti a Healy. La sportività di Healy gli costò effettivamente la medaglia d'oro.
Nei 400m stile libero, Healy stabilì un nuovo record mondiale nella sua batteria, ma venne superato nelle semifinale dal canadese George Hodgson e da Hardwick, con un distacco di più di dieci secondi. Healy finì quarto nella finalel. Nella gara dei staffetta 4x200m stile libero, partecipò con Hardwick, Leslie Boardman and Malcolm Champion, per battere gli statunitensi di Kahanamoku. Dopo le Olimpiadi, Healy girò di nuovo l'Europa, dove abbassò di oltre tre secondi il record mondiale di Beaurepaire nelle 220 iarde in Scozia, prima di ritirarsi e di ritornare in Australia.
Healy consigliava di praticare nuoto ogni giorno per esercizio, e fu un bagnino a Manly Beach, vincendo la medaglia di bronzo della Royal Humane Society per aver salvato numerosi surfisti. Scrisse un libro, "The Crawl Stroke", che venne distribuito gratuitamente in Gran Bretagna con una tiratura di 20000 copie.
Nel settembre 1915, Healy decise di entrare a far parte dell'Australian Defence Force, andando in Francia e in Egitto. Divenne tenente in seconda nel giugno 1918 nel XIX battaglione degli sportivi. Venne ucciso in azione nella battaglia della Somme.
Healy entrò a far parte della International Swimming Hall of Fame nel 1981.